# Sgt. Kabukiman – New York Police Department
Sgt. Kabukiman – New York Police Department ist ein Low-Budget-Filmkomödie von Regisseur Lloyd Kaufman aus dem Jahr 1990.

## Inhalt
Harry Griswold ist ein ungeschickter Polizist, der eine Reihe von Morden untersucht, an denen Kabuki-Schauspieler beteiligt sind. Während er einem Amateur-Kabuki-Stück beiwohnt, wird Harry Zeuge, wie Schläger die gesamte Besetzung niederschießen. In der anschließenden Schießerei wird Harry von einem der sterbenden Schauspieler gewaltsam geküsst, wodurch er unwissentlich mit den Kräften des Kabuki gesegnet wird. Bevor er es merkt, findet Griswold heraus, dass er die Fähigkeit hat, sich in Kabukiman zu verwandeln, der die Fähigkeit hat zu fliegen und zu kämpfen. Mit der Unterstützung der schönen Lotus hilft er dabei, die von Verbrechen heimgesuchten Straßen von New York aufzuräumen. Kabukiman versucht den wahnsinnigen Geschäftsmann Reginald Stuart aufzuhalten, der ein Dämon beschwören möchte, damit er die Welt versklavt.

## Produktion und Veröffentlichung
Namco produzierte den Film. Der Film hatte eine Budget von 1,5 Millionen US-Dollar. Gedreht wurde der Film in Hoboken, Manhattan und Brooklyn. Es kam zwei Versionen vom Film heraus, sowohl eine PG-13 als auch eine Unrated Fassung. Regie führten Lloyd Kaufman und Michael Herz, die ebenfalls die Produzenten waren. Die Drehbücher schrieben Lloyd Kaufman, Andrew Osborne und Jeffery W. Sass. Die Musik komponierte Bob Mithoff. Für die Schnitte waren Peter Novak und Ian Slater verantwortlich. Der Film kam 1990 in der US-amerikanischen Kinos raus. Am 17. Februar 1992 erschien der Film mit der Altersfreigabe „ab 18 Jahren“ in Deutschland.

## Rezeption
„Schwachsinniger Film, der bestenfalls den einfältigen Gemütszustand seiner Macher dokumentiert, aber weder spannend noch witzig unterhält.“

Ein Rezensent der Daily News gab dem Film zweieinhalb Sterne und schrieb: "Inmitten des effluvia-getriebener Slapstick, eklige Gags, fette Witze und fröhlich kitschige Effekte, bietet „Sgt. Kabukiman“ einige legitim lustige Sequenzen. Und es profitiert von Gianasis sympathischer, körperlich geschickter Leistung." Im Jahr 2010 wurde „Sgt. Kabukiman“ in das Buch „150 Movies You Should Die Before You See“ von Steve Miller aufgenommen.